# 加州大学旧金山分校

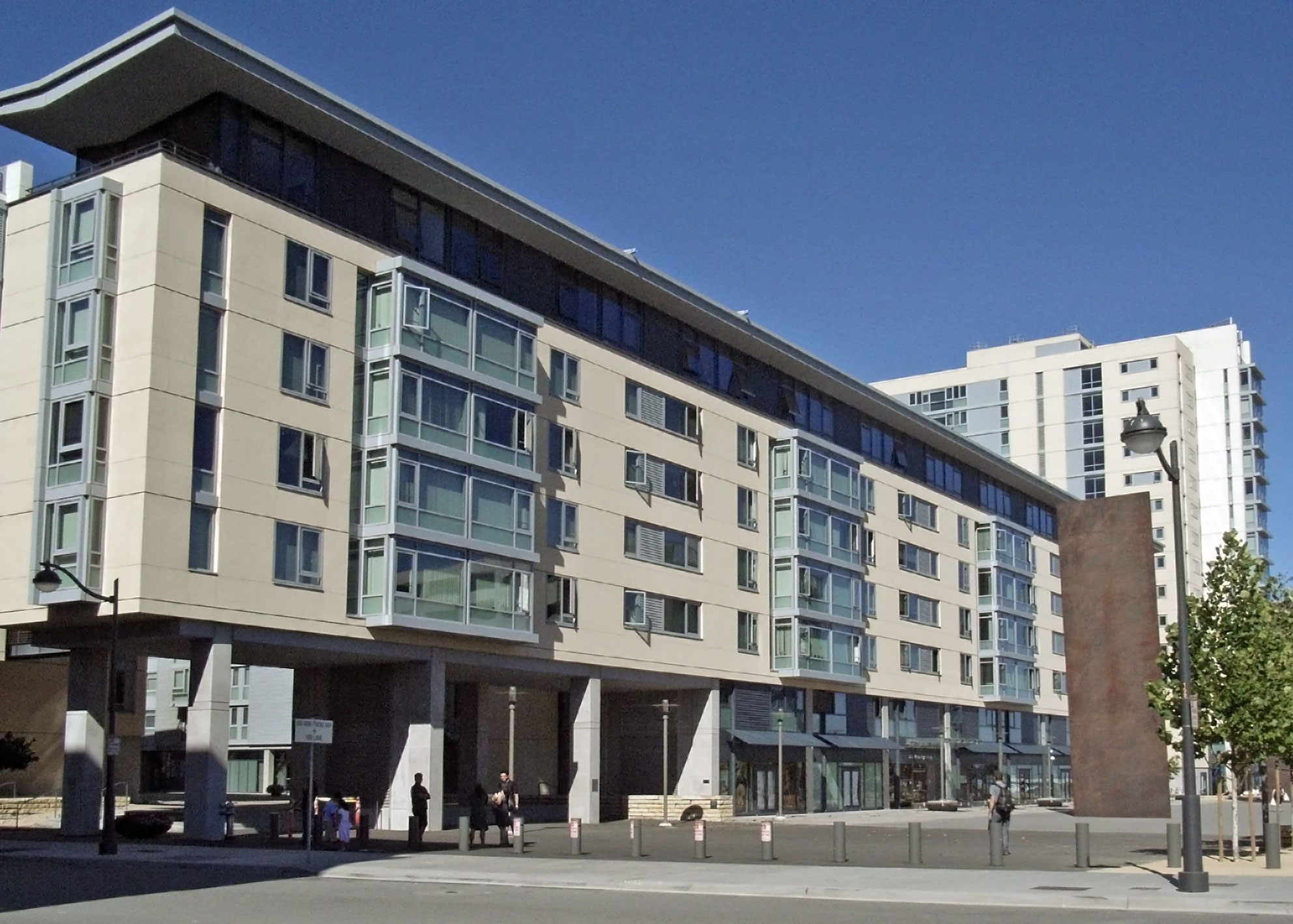
加州大學舊金山分校的Mission Bay校區

加州大学旧金山分校（英語：University of California, San Francisco，简称UCSF）是一所位于美国加利福尼亚州旧金山的公立研究型大学。它是加利福尼亚大学系统的十所之一，以医學和生物科技著稱，是世界知名的医学及生命科学中心。该校在舊金山有四個校區，另有一個校區坐落在弗雷斯诺。
1864年建立托兰医学院（Toland Medical College），1873年加入加州大学後更名、成为柏克萊加州大学的医学院，在柏克萊、旧金山等地均有设点。1950年代，加州大学进行了体制改革，加州大学旧金山分校逐渐成为一所独立的公立大学，学校设施均迁入旧金山，并于1964年完全成为加州大学系统下一所独立的大学。截止2020年10月，该校的校友、教授及研究人员中共产生了10位诺贝尔奖得主。

## 學校排名
它的醫学院在全美國排名五名以內。由於它主要是一所醫學院，所以它大部份的學生都是已有學士學位的研究生或醫學生。旧金山加利福尼亚大学並未被美國新聞與世界報導列入大學部排名，因為UCSF不提供本科生階段的教育。

## 著名校友
- 卡羅琳·貝爾托西，美國國家科學院院士、美國國家發明家科學院院士。
- 王剛，西瓜視頻創辦人。
- 沈富雄，臺北市選區的立法委員。
- 亞歷山大·舒爾金，藥物化學家、生物化學家、藥理學家、精神藥理學家。
- 史丹佛·瓦倫，美國物理學家和放射學家。他是核醫學領域的先驅，重要貢獻為包括發明乳房攝影術。
- 黃錦燊，香港中文大學醫學院藥劑學客座副教授、香港中文大學醫學院的藥劑學顧問委員會擔任顧問。
- 郁慕明，新黨榮譽主席。
- 丹尼爾·梅森，小說《鋼琴調琴師》作者。

## 外部連結
- （英文）旧金山加利福尼亚大学官方網站（页面存档备份，存于）